# Недра (річка)
Не́дра — річка в Україні, ліва притока Трубежа, басейн річки Дніпро. Довжина 61 км. Площа водозбірного басейну 810 км². Похил 0,6 м/км. Долина V-подібна, завширшки 0,5-2 км. Заплава заболочена, пересічна ширина 0,5-0,7 до 2 км, меліорована. Річище шириною 7-10 м. Майже на всій відстані каналізоване. Споруджено шлюзи. Використовується як водоприймач осушувальної системи, на господарські потреби, рибництво. У заплаві розроблюють торфовища.
Бере початок у болотах біля с. Щаснівка. Тече територією Ніжинського району Чернігівської області та Броварського району Київської області.

## Притоки
Праві: Канава (впадає поблизу села Великий Крупіль), Бакумівка (впадає північніше міста Березань).
Ліві: Березанка (впадає поблизу міста Березань).

### Притоки другого порядку
Сухоберезиця (впадає у річку Бакумівка).

## Населені пункти
Над річкою розташовані такі села, селища: Щаснівка, Майнівка, Осовець, Бригинці, Нова Басань, Великий Крупіль, Малий Крупіль, Войтове, Пилипче, Лехнівка, Недра, Березань.